# Vamos a la playa (Righeira)
Vamos a la playa è un brano musicale del duo italiano Righeira di genere pop prodotto dai La Bionda e pubblicato su licenza La Bionda Music dall'etichetta discografica CGD nella primavera del 1983. La canzone ha ottenuto un notevole successo nella stagione estiva di quell'anno, diventando uno dei più popolari tormentoni musicali della musica leggera italiana.

## Descrizione
La canzone, scritta da Stefano Righi (Johnson Righeira) per il testo e da Stefano Righi e Carmelo La Bionda per la musica, ha un ritmo parzialmente pop, con qualche aggiunta di stile disco. Il brano divenne in poche settimane un grande successo in Italia e nel mondo, risultando ancora oggi il vero e proprio cavallo di battaglia del duo torinese.
Il testo della versione originale del brano è interamente in lingua spagnola; il titolo, che si traduce letteralmente come "andiamo in spiaggia", in spagnolo è una frase che viene utilizzata comunemente nelle stesse situazioni in cui in italiano si dice tipicamente "andiamo al mare". La canzone si distingue principalmente per il ritornello, costituito solamente da quattro ripetizioni del titolo e di un ritmico oh-oh oh-oh oh, producendo un effetto di ridondanza ossessiva. Alcuni critici del settore, sottolineando il successo della canzone, non poterono trascurare questa caratteristica, adducendo proprio alla ripetitività ed alla semplicità del ritornello una delle ragioni della sua popolarità, al punto da generare essa stessa il neologismo "tormentone" come qualcosa di molto riconoscibile e popolare (lo stesso dizionario Zanichelli indica proprio il 1983, anno di uscita del brano, come anno di nascita del vocabolo).
Sul 45 giri furono pubblicate due versioni del brano: la facciata A contiene la versione in spagnolo, che fu quella con la quale i Righeira erano soliti esibirsi durante le promozioni televisive. La facciata B racchiude invece la versione in italiano, identica all'originale nella base musicale, nel titolo, nel ritornello e nel primo verso della prima strofa: "La bomba estalló" ("la bomba esplose").
Questa somiglianza tra le due fece in modo che anche la versione in madrelingua diventasse piuttosto conosciuta, generando anche una certa sovrapposizione dell'una sull'altra a livello di programmazione radiofonica e nelle numerose raccolte di cui fece parte. A tale riguardo, la compilation della RCA Italiana legata al Festivalbar di quell'anno, che conteneva questa stessa canzone, riportò sulle note di copertine la dicitura "Spanish version", laddove all'ascolto invece fu inserita la versione italiana (o "Italian version" come riportato sull'etichetta del singolo).
Il tema del brano, che il titolo e il ritornello potrebbero fare credere piuttosto frivolo e legato ai cliché delle canzoni tipiche della stagione balneare, prende spunto da queste per tratteggiare invece uno scenario apocalittico; ciò viene in parte mascherato dal testo in spagnolo, ma è poco esplicito anche nelle parole della versione italiana. I due testi in spagnolo e in italiano non sono comparabili tra loro a livello di significato letterale, risultando però entrambi descrittivi di una situazione da fine del mondo. Nell'epoca della fobia nucleare, il tema trattato nel testo era la paura per l'immediato futuro del pianeta e quindi dell'umanità intera, fino a immaginare che questo sia realmente accaduto (il testo recita infatti "la bomba esplose" al passato seguito da altre frasi al presente). Analogamente l'altro grande successo musicale di quell'estate, Tropicana del Gruppo Italiano, contrapponeva la descrizione di un momento apocalittico ad uno stile musicale allegro e ritmato. 
In un'intervista rilasciata a Red Ronnie nel 2018, Johnson Righeira riguardo alla canzone ha dichiarato:

## Tracce
7" – INT 10457 (Italia)
- Lato A

1. Vamos a la playa (Spanish Version) – 3:40

- Lato B

1. Vamos a la playa (Italian Version) – 3:40

12" – INT 15091 (Italia)
- Lato A

1. Vamos a la playa (Spanish Version) – 5:09

1. Vamos a la playa (Italian Version) – 3:39

- Lato B

1. Playa Dub – 6:34

## Formazione
Righeira
- Johnson Righeira – voce
- Michael Righeira – voce

Produzione
- La Bionda – produzione

## Classifiche

### Classifiche settimanali
| Classifica (1983) | Posizione massima |
| ----------------- | ----------------- |
| Argentina         | 1                 |
| Austria           | 11                |
| Belgio (Fiandre)  | 2                 |
| Danimarca         | 6                 |
| Finlandia         | 4                 |
| Francia           | 27                |
| Germania          | 3                 |
| Irlanda           | 23                |
| Italia            | 1                 |
| Paesi Bassi       | 2                 |
| Norvegia          | 6                 |
| Spagna            | 6                 |
| Svizzera          | 1                 |
| Regno Unito       | 53                |

### Classifiche di fine anno
| Classifica (1983) | Posizione |
| ----------------- | --------- |
| Belgio (Fiandre)  | 51        |
| Italia            | 3         |
| Paesi Bassi       | 51        |
| Svizzera          | 20        |

## Cover
- Nel 2009 gli Statuto hanno inciso il brano in versione ska per poi pubblicarlo l'anno successivo nell'album È già domenica.
- Nel 2010 i Flaminio Maphia hanno rivisitato ampiamente il brano realizzandone una versione rap intitolata Vamos alla playa (coi Flaminio Maphia).
- Nel 2023 Auroro Borealo ha cantato una versione punk rock del brano in un singolo.